# Igualdade racial
Igualdade racial ocorre quando pessoas de todas as raças e etnias são tratadas de maneira igualitária. A igualdade racial ocorre quando as instituições concedem aos indivíduos direitos legais, morais e políticos . Na sociedade ocidental atual, a igualdade entre as raças continua a tornar-se normativa. Antes do início da década de 1960, alcançar a igualdade era difícil para os povos africanos, asiáticos e indígenas . Contudo, nos anos mais recentes, está a ser aprovada legislação que garante que todos os indivíduos recebem oportunidades iguais no tratamento, na educação, no emprego e noutras áreas da vida.
A igualdade racial é um princípio fundamental que afirma que todas as pessoas, independentemente de sua raça ou etnia, devem ser tratadas igualmente perante a lei e ter as mesmas oportunidades de acesso a direitos, recursos e oportunidades. Este conceito é central para muitos sistemas legais e sociais ao redor do mundo e é um pilar importante dos direitos humanos.

## História
A luta pela igualdade racial tem uma longa história, marcada por movimentos como a abolição da escravatura, o movimento pelos direitos civis nos Estados Unidos e a luta contra o apartheid na África do Sul. Esses movimentos buscavam desmantelar sistemas legais e sociais que discriminavam as pessoas com base em sua raça ou etnia.
Apesar dos progressos significativos, a igualdade racial ainda enfrenta muitos desafios. O racismo estrutural, a discriminação e os preconceitos ainda persistem em muitas sociedades. Além disso, as disparidades raciais em áreas como educação, saúde, emprego e justiça criminal continuam a ser questões importantes.
Para alcançar a igualdade racial, é necessário um esforço contínuo para desmantelar o racismo estrutural e promover políticas e práticas justas. Isso pode incluir leis de igualdade racial, políticas de ação afirmativa, educação para a diversidade e inclusão, e esforços para combater preconceitos e estereótipos raciais.
A luta pela igualdade racial é uma responsabilidade coletiva que requer a participação e o compromisso de todos.